# 职工新街街道
职工新街街道，是中华人民共和国山西省太原市杏花岭区下辖的一个乡镇级行政单位。

## 行政区划
职工新街街道下辖以下地区：
迎春社区、响水湾社区、洋灰桥社区、太行路社区、新村社区、赛马场社区、赛马场西社区、北沙河社区和小东关社区。